# Clara Lago
Clara Lago Grau (Torrelodones, 6 de março de 1990), mais conhecida como Clara Lago, é uma atriz espanhola.

## Biografia e carreira
Clara Lago Grau nasceu em uma cidade perto de Madrid, a filha de um designer gráfico e um cuentacuentos. Com apenas nove anos, ela participou de várias séries de televisão com pequenos papéis antes de se juntar ao elenco de Companheiros (Antena) como Desirée , a namorada de Lolo. Na tela grande, ela estreou na vida Terca (2000), um filme de conjunto, no qual interpretou o papel de Bea, junto com Santiago Ramos, Manuel Alexandre, Luisa Martin e outros. Em 2002, ele estrelou A Viagem de Carol, dirigido por Imanol Uribe. Seu primeiro papel filme levou a ser nomeado para o Goya 2002 de Melhor Atriz revelação.
Em 2004 Vida espera por si, dirigido por Manuel Gutierrez Aragon e estrelado por Juan Diego, Luis Tosar e Marta Etura aberto. Em 2004 e 2005 ele participou de várias temporadas Hospital Central de Candela, filha de Cruz (Alicia Borrachero). Em 2006, ele estrelou em sua Arena bolsos, dirigido por César Martínez Herrada. Em 2007 participou no filme o clube do suicídio, Roberto Santiago. Neste mesmo ano retorna à televisão com Los hombres de Paco, como Carlota Fernandez, irmã secreta de Lucas (Hugo Silva).
Em 2008 ele atirou O filme jogo da forca Manuel Gómez Pereira, que atua ao lado de Alvaro Cervantes, na distribuição Adriana Ugarte atriz também está localizado. Naquele ano, ele se juntou ao elenco de LEX (Antena 3), com Javier Cámara, Santi Millán e Alex Gonzalez, sob a direção de Daniel Ecija. Em outubro de 2008 ele atirou A schadenfreude, produzido por Alejandro Amenabar, partilhando o palco com Belen Rueda e Eduardo Noriega. O roteiro corresponde a Daniel Sánchez Arévalo que continuam a trabalhar mais tarde.
Em 2011 ele participou da Cousins película com Quim Gutiérrez, Raúl Arévalo, Antonio de la Torre e Inma Cuesta, entre outros. Neste ano, ele atuou em The Dark Side, com Quim Gutierrez, filme para o qual ele foi premiado com o cinema europeu jovem e promissor na Berlinale e recebeu um Prêmio Macondo da Academia Colombiana de Artes e Ciências Cinematográficas.
22 de junho de 2012 Eu queria que você lançou a sequela de Tres metros sobre el cielo, que estrelas com Mario Casas e Maria Valverde. Eu queria que você foi a segunda maior bilheteria do cinema espanhol de sua ano. Em novembro de 2012, o filme estreou End, ao lado Maribel Verdú e Daniel Grao.
Em 15 de novembro de 2013 ele participou do filme Who Killed Bambi?. Em 2014 ele lançou um mini-série para a Antena 3, O coração do oceano, da mão de Hugo Silva e Álvaro Cervantes. Também nesse ano, o filme alemão estréias Eltern, onde ela interpretou uma Au pair Argentina.
Em 2014, ele lançou o filme Oito sobrenomes bascos no papel de Amaia, dividindo o palco com Dani Rovira e Karra Elejalde entre outros. A comédia acabou tornando-se o filme de maior bilheteria de cinema español. depois, ele representou o jogo Venus in Furs dirigido por David Serrano.
Em 20 de novembro de 2015 lançamento Oito sobrenomes catalães com o mesmo papel que o seu predecessor Oito sobrenomes bascos, jogando Amaia Zugasti.
Em 12 de agosto deste ano vai lançar no final do túnel.

## Filmografia

### Cinema
| Ano  | Título                  | Papel         | Notas |
| ---- | ----------------------- | ------------- | ----- |
| 2000 | Terca vida              | Bea           |       |
| 2002 | El viaje de Caroline    | Carol         |       |
| 2004 | La vida que te espera   | Genia         |       |
| 2006 | Arena en los bolsillos  | Elena         |       |
| 2007 | El club de los suicidas | Laura         |       |
| 2008 | El juego del ahorcado   | Sandra        |       |
| 2009 | El mal ajeno            | Ainhoa        |       |
| 2011 | Primos                  | Clara         |       |
| 2011 | La cara oculta          | Belén         |       |
| 2012 | Tengo ganas de ti       | Gin           |       |
| 2012 | Fin                     | Eva           |       |
| 2013 | Eltern                  | Isabel        |       |
| 2013 | ¿Quién mató a Bambi?    | Mati          |       |
| 2014 | Ocho apellidos vascos   | Amaia Zugasti |       |
| 2014 | Against the Jab         | Pénelope      |       |
| 2015 | Extinction              | Mulher        |       |
| 2015 | Ahora o nunca           | Tatiana       |       |
| 2015 | Ocho apellidos vascos   | Amaia Zugasti |       |
| 2016 | Al final del túnel      | Berta         |       |
| 2016 | Orbita 9                | Helena        |       |
| 2017 | The Commuter            | Eva           |       |

### Televisão
| Ano       | Título                | Papel             | Notas        |
| --------- | --------------------- | ----------------- | ------------ |
| 2000-2002 | Compañeros            | Desirée           | 15 Episódios |
| 2000      | Manos a la obra       | Estela            | 1 Episódio   |
| 2004-2007 | Hospital Central      | Candela Rodríguez | 23 Episódios |
| 2007-2008 | Los Hombres de Paco   | Carlota Fernández | 19 Episódios |
| 2008      | LEX                   | Eli Estrada       | 16 Episódios |
| 2010      | Las Chicas de Oro     | Lucía             | 1 Episódio   |
| 2014      | El corazón del océano | Ana de Rojas      | 6 episodios  |
| 2016      | Web Therapy           | Inés              |              |

### Teatro
| Ano  | Título                 | Diretor       | Papel |
| ---- | ---------------------- | ------------- | ----- |
| 2013 | Shopping & Fucking     | Oriol Rovira  | Lulu  |
| 2014 | La venus de las pieles | David Serrano | Vanda |

## Premios
Premios Goya
| Ano  | Categoría              | Filme             | Resultado |
| ---- | ---------------------- | ----------------- | --------- |
| 2002 | Melhor atriz revelação | El viaje de Carol | Indicado  |

Festival de Cine Español de Toulouse
| Ano  | Categoría              | Filme                 | Resultado |
| ---- | ---------------------- | --------------------- | --------- |
| 2004 | Melhor atriz revelação | La vida que te espera | Ganhadora |

Festival Solidario de Cine Español
| Ano  | Categoría                             | Filme                 | Resultado |
| ---- | ------------------------------------- | --------------------- | --------- |
| 2009 | Jóvenes actores del cine español 2008 | El juego del ahorcado | Ganhadora |

Festival Internacional de Cine de Berlín
| Ano  | Categoría                      | Filme          | Resultado |
| ---- | ------------------------------ | -------------- | --------- |
| 2012 | Joven promesa del cine europeo | La cara oculta | Ganhadora |

Premios Macondo
| Ano  | Categoría             | Filme          | Resultado |
| ---- | --------------------- | -------------- | --------- |
| 2012 | Melhor atriz de serie | La cara oculta | Ganhadora |

Neox Fan Awards
| Ano  | Categoría            | Filme             | Resultado |
| ---- | -------------------- | ----------------- | --------- |
| 2012 | Melhor atriz de cine | Tengo ganas de ti | Indicado  |
| 2013 | Melhor atriz de cine | Fin               | Ganhadora |
| 2015 | Melhor atriz de cine | Ahora o nunca     | Indicado  |

Premios Unión de Actores
| Ano  | Categoría                        | Filme                  | Resultado |
| ---- | -------------------------------- | ---------------------- | --------- |
| 2014 | Melhor atriz revelação de cinema | Ocho apellidos vascos  | indicado  |
| 2014 | Melhor atriz revelação de teatro | La venus de las pieles | indicado  |